# US Albi
Union Sportive Albigeoise là một đội bóng đá Pháp thành lập năm 1912. Đội có trụ sở tại Albi, Midi-Pyrénées, Pháp. Đội chơi tại Stade Maurice Rigaud ở Albi, có sức chứa 3.000 người.

## Danh dự
- Giải vô địch Midi-Pyrénées: 1960, 1968, 1978, 1992, 1996

## Đội hình hiện tại
| No. |        | Position | Player             |
| --- | ------ | -------- | ------------------ |
|     | France | GK       | Vincent Guiraud    |
|     | France | DF       | Yoann Alibert      |
|     | France | DF       | Julien Andreatta   |
|     | France | DF       | Aurélien Calbou    |
|     | France | DF       | Mickaël Cognard    |
|     | France | DF       | Sébastien Cros     |
|     | France | DF       | Nicolas Kolczynski |
|     | France | MF       | Nicolas Blanc      |
|     | France | MF       | Mustapha Dakhlaoui |

| No. |              | Position | Player               |
| --- | ------------ | -------- | -------------------- |
|     | France       | MF       | Damien Martinez      |
|     | France       | MF       | Mourad Muhsin        |
|     | Burkina Faso | MF       | Claude Nduwayo       |
|     | France       | MF       | Abderraman Ryah      |
|     | Chad         | MF       | Mahamat Saleh        |
|     | Senegal      | FW       | El-Hadji Arona Niang |
|     | France       | FW       | Mehdi Khamoussi      |
|     | France       | FW       | Xavier Julia         |
|     | France       | FW       | Anthony Sanchez      |

Ban huấn luyện
GOUGGINSPERG Patrick (Huấn luyện viên)
GUIBBAL Christian (Trợ lý HLV)
DANIMBE Poupon (Trợ lý kỹ thuật)
GUILLOT Christian (Trợ lý kỹ thuật) 
KHADEM Ahmad (Trợ lý kỹ thuật) 
CANCE Louis (Trợ lý kỹ thuật)